# لامون بروستر
لامون بروستر (بالإنجليزية: Lamon Brewster) مواليد 5 يونيو 1973 في إنديانابوليس، هو ملاكم أمريكي يصنف ضمن فئة الوزن الثقيل. حقق بطولة منظمة الملاكمة العالمية.

## إحصائيات
خاض خلال مسيرته 41 نزالا، فاز في 35 وخسر في 6. فاز بالضربة القاضية في 30 نزالا.

## الميداليات
| الميدالية | المسابقة                    |
| --------- | --------------------------- |
| فضية      | دورة الألعاب الأمريكية 1995 |

## روابط خارجية
- لامون بروستر على موقع بوكس ريك (الإنجليزية) (registration required)